# Ratusz w Ciężkowicach
Ratusz w Ciężkowicach – ciężkowicki ratusz został wybudowany w 1836. Mieści się przy północnej stronie rynku. Został wzniesiony na planie wydłużonego prostokąta, ma jedną kondygnację i jest podpiwniczony. Dach budowli jest czterospadowy, wykonany z blachy. Nad ratuszem góruje wieżyczka zegarowa pokryta daszkiem namiotowym, zwieńczona iglicą z kulą i strzałką. Wejście do ratusza jest boniowane. Ratusz jest siedzibą Centrum Kultury.